# Pseudostenophylax dorsoproceris
Pseudostenophylax dorsoproceris là một loài Trichoptera trong họ Limnephilidae. Chúng phân bố ở miền Cổ bắc.